# Lac Birira
Le lac Birira est un lac du Rwanda, situé dans la province de l’Est et le district de Ngoma.